# Eublemma monotona
Eublemma monotona là một loài bướm đêm trong họ Erebidae.